# Вьонвиль
Вьонвиль (фр. Vionville) — коммуна на северо-востоке Франции, регион Гранд-Эст (бывший Эльзас — Шампань — Арденны — Лотарингия), департамент Мозель. Входит в кантон Арс-сюр-Мозель.

## Географическое положение

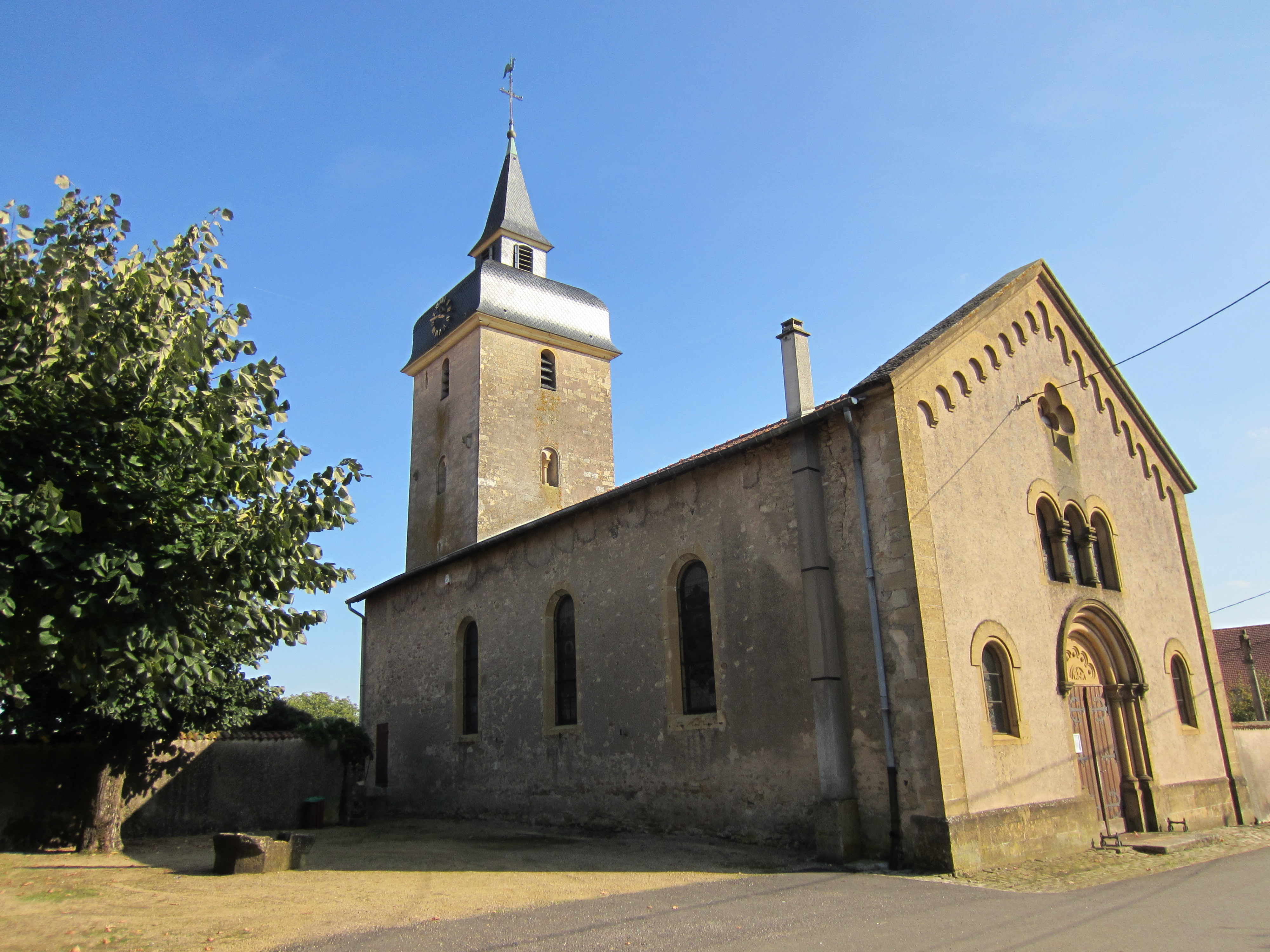
Церковь Сен-Клеман.

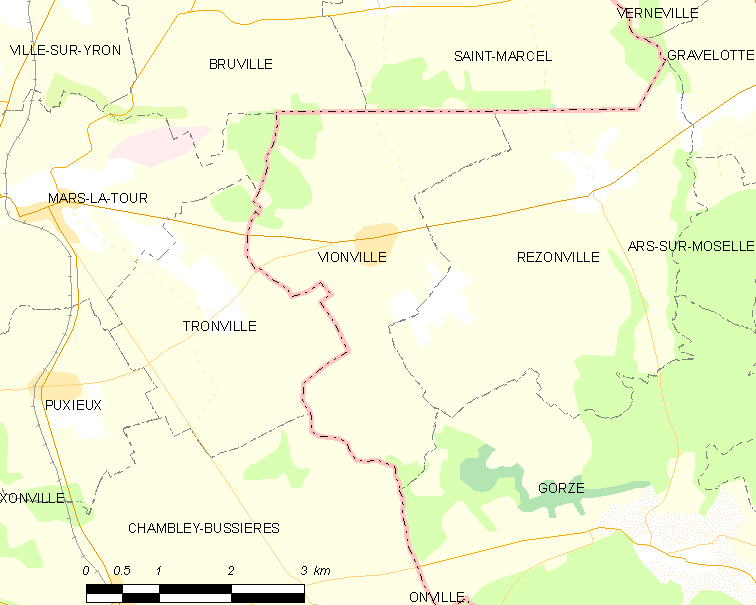
Вьонвиль на карте Франции.

Вьонвиль расположен в 270 км к востоку от Парижа и в 17 км к западу от Меца.

## История
- Входил в герцогство Бар, подчинялся землям Горза.
- Здесь проходили тяжёлые бои во время франко-прусской войны 1870 года, а во время Второй мировой войны здесь был театр военных действий  битвы за Мец (1944).

## Демография
По переписи 2011 года в коммуне проживало 73 человека.

## Достопримечательности
- Римская дорога.
- Памятники франко-прусской войны 1870 года.
- Церковь Сен-Клеман, хоры XIV века, колокольня XII века, алтарь XV века, фасад XIX века.

Памятники франко-прусской войны 1870 года
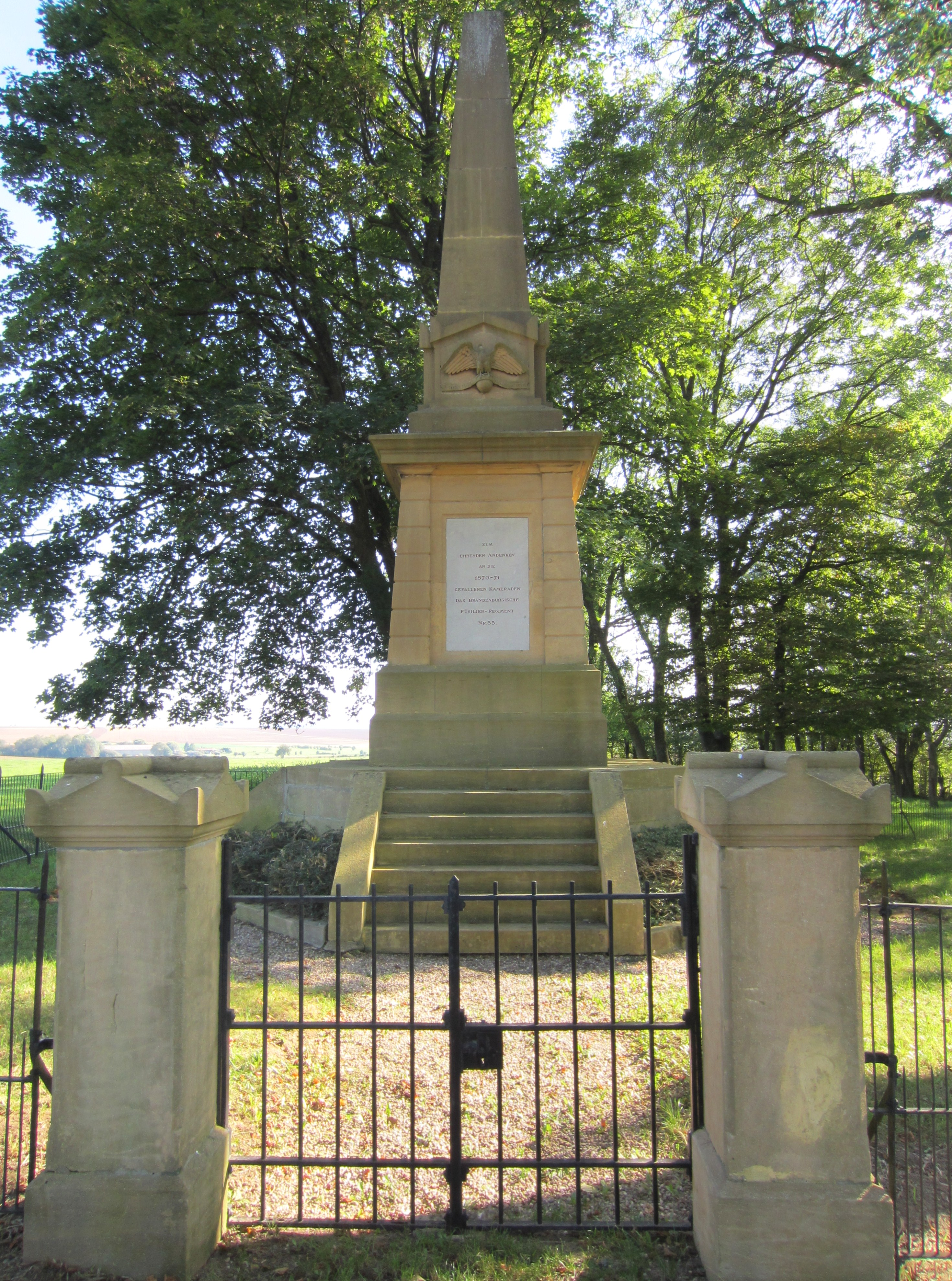
Памятник немецким солдатам
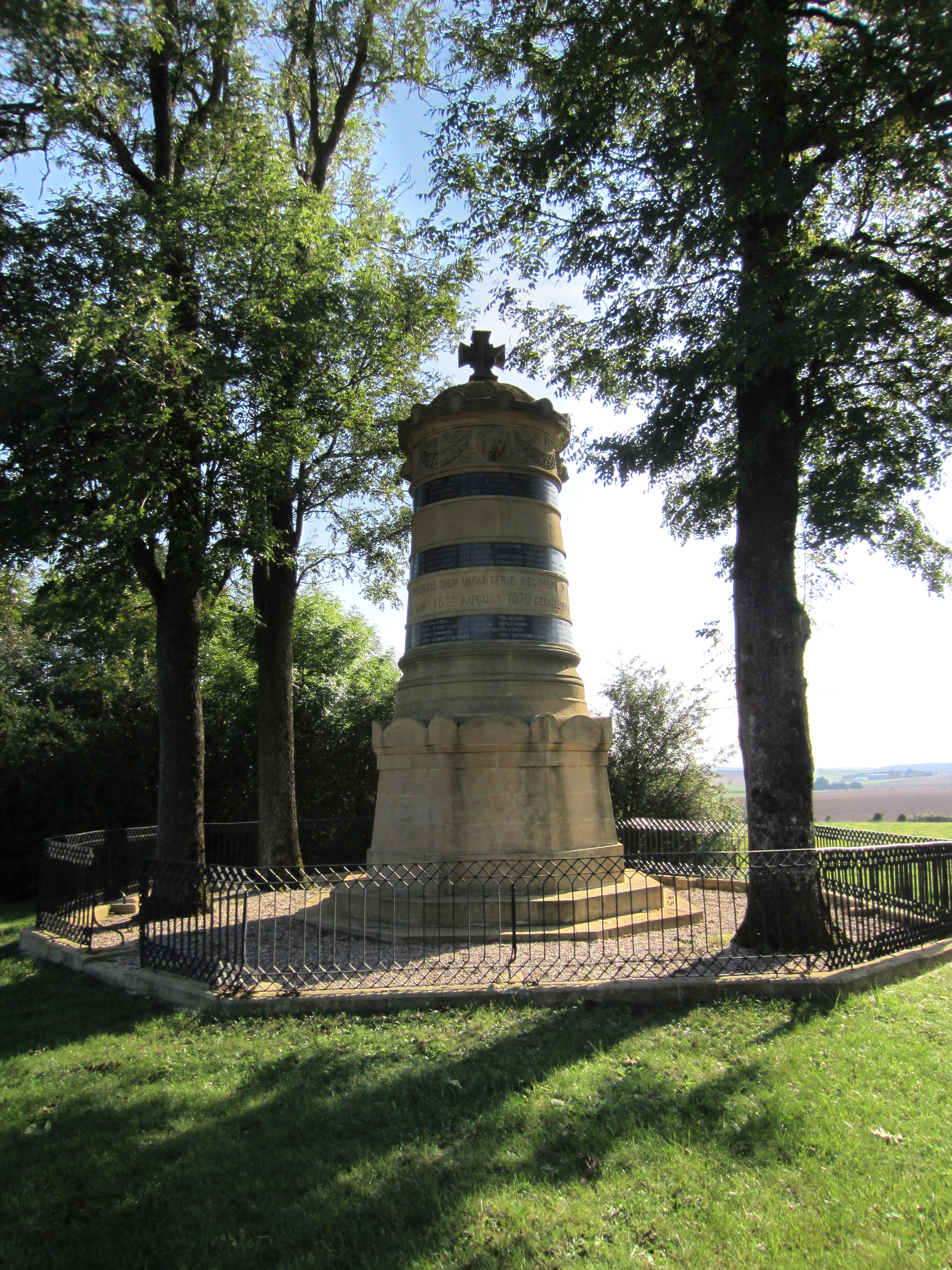
Памятник немецким солдатам
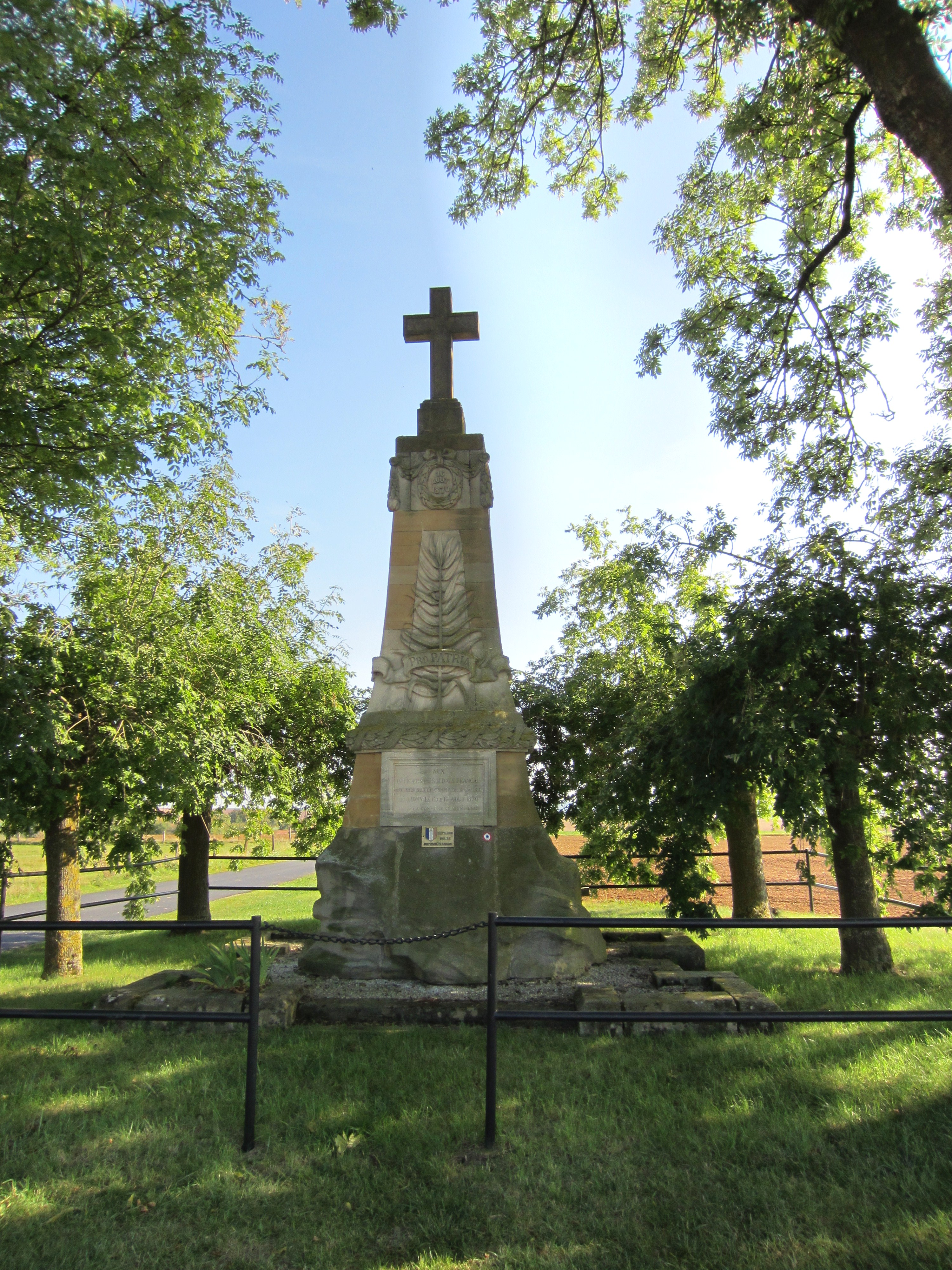
Памятник французским солдатам